# Drets del col·lectiu LGBT a Cap Verd

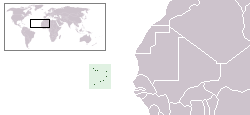

Els drets del col·lectiu LGBT a Cap Verd encara no són iguals als drets del col·lectiu heterosexual. Les persones lesbianes, gais, bisexuals i transsexuals així com les famílies unisexuals a Cap Verd han d'afrontar reptes legals i no tenen la mateix protecció que els heterosexuals.
Des de 2004, l'activitat sexual amb persones del mateix sexe hi és legal tant per a homes com per a dones. L'edat mínima per al consentiment són els 14 anys.

## Proteccions contra la discriminació
La discriminació basada en l'orientació sexual està prohibida pels articles 45 (2) i 406 (3) del Codi de Treball des de l'any 2008.

## Condicions de vida
En la mateixa línia que les altres colònies portugueses africanes, Cap Verd és considerat com un dels països africans més tolerants vers els gais i lesbianes.
L'Informe sobre els Drets Humans del Departament d'Estat dels Estats Units de 2010 va trobar que «les disposicions legals han ajudat a proporcionar protecció a la conducta homosexual, però, la discriminació social basada en el l'orientació o identitat de gènere encara queda un problema. No hi ha al país organitzacions actives lesbianes, gais, bisexuals, o transsexuals».

## Taula resum
| Activitat sexual legal amb el mateix sexe                     | (Des de 2004) |
| Mateixa edat de consentiment                                  | (Des de 2004) |
| Lleis antidiscriminació a la feina                            | (des de 2008) |
| Lleis antidiscriminació en la prestació de béns i serveis     | No            |
| Matrimoni del mateix sexe                                     | No            |
| Lleis antidiscriminació en el discurs de l'odi i la violència | No            |
| Reconeixement de les parelles del mateix sexe                 | No            |
| Adopció de fillastres per parelles del mateix sexe            | No            |
| Adopció conjunta per parelles del mateix sexe                 | No            |
| Prestació de servei militar per gais i lesbianes              |               |
| Dret legal a canviar de gènere                                |               |
| Accés a la fecundació in vitro per lesbianes                  |               |
| Subrogació comercial per a parelles d'homes homosexuals       |               |
| Permís per donar sang als MSMs                                | No            |